# Démasquée
 (janvier 2014).
Si vous disposez d'ouvrages ou d'articles de référence ou si vous connaissez des sites web de qualité traitant du thème abordé ici, merci de compléter l'article en donnant les références utiles à sa vérifiabilité et en les liant à la section « Notes et références ».
Démasquée (en finnois : paljastettu) est un tableau figuratif du peintre finlandais Akseli Gallen-Kallela. C'est une peinture à l'huile, de dimensions 65,5 × 54,5 cm, réalisée en 1888 à Paris. Elle représente une jeune Parisienne nue assise dans l'atelier du peintre.
Ce tableau est considéré comme l'une des œuvres majeures d'Akseli Gallen-Kallela et elle est interprétée comme la recherche de l'instant où les masques conventionnels tombent et où seule apparaît l'existence nue. Certains y voient aussi le tragique de la vie de bohème.
Démasquée est conservé dans les collections du musée Ateneum à Helsinki.